# 영롱이억새이구장
영롱이억새이구장(영롱이억새二動場, Yeongnongi Eoksae I Field)은 대한민국 서울특별시에 있는 스포츠 시설이다. 토사 필드가 갖춰진 경기장이며, 2002년에 준공되었다.

## 참고 문헌
- “영롱이억새이구장”. 영등포구시설관리공단.
- “안양천체육시설”. 금천구시설관리공단.
- 《2023 전국 공공체육시설 현황 (2022년 12월말 기준)》. 대한민국 문화체육관광부. 2024.

## 같이 보기
- 영롱이억새일구장